# PU-LUGAL-ma
PU-LUGAL-ma, of PU-Šarruma, mogelijk voorstellend Hishmi-Sharruma, is een speculatieve pre-imperium koning van de Hettieten. De speculatie is naar voren gebracht door Emil Forrer en is niet algemeen aanvaard. Hishmi-Sharruma zou overeenkomen met de grootvader van Hattusili I en de vader van Labarnas I, genoemd (maar niet bij naam) door Hattusili I. Hij zou rond 1700 v.Chr. geregeerd hebben.